# Gräberfeld von Opstad
Koordinaten: 59° 17′ 37,4″ N, 11° 2′ 42,1″ O
Das 450 × 300 m messende Gräberfeld von Opstad (norwegisch Opstadfeltet) befindet sich beidseits des Opstadveien, der Straße zwischen Grålum und Greåker, bei Sarpsborg in Østfold in Norwegen.

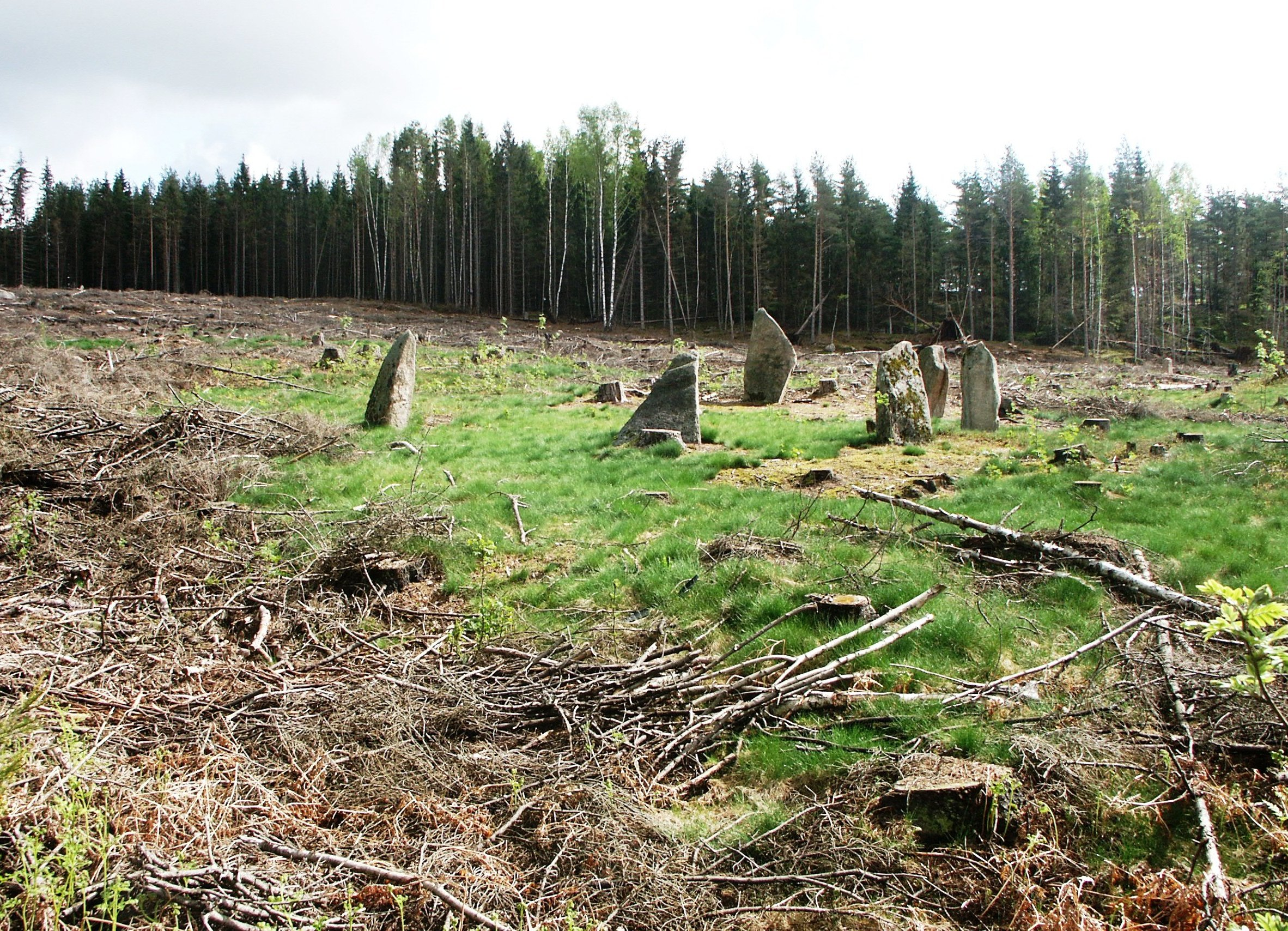
Gräberfeld von Opstad

Das bronze- und eisenzeitliche Gräberfeld mit etwa 130 Rundhügeln mit bis zu 20 m Durchmesser, 10 Langhügeln, 17 Bautasteinen, drei Steinkreisen, einer Grabkugel und einem 11 m messenden 0,5 m hohen Treudd (dreieckiger Hügel), ist eines der größten im Østfold. In den Jahren 1898 bis 1901 und 1975/1976 wurden hier archäologische Grabungen an etwa 70 Anlagen ausgeführt. Mehrere Hohlwege queren das Gräberfeld. Viele Grabhügel liegen an diesen Wegen, insbesondere nahe der Kuppe der Moräne.
Im Jahr 1823 beschrieb der Altertumsforscher L. D. Klüwer die Denkmäler auf Opstad. Seither sind viele Monolithe verloren gegangen. Neben den sichtbaren Denkmälern gibt es Erdgräber. Einige der ältesten Brandgräber des Landes wurden auf Opstad gefunden und in die frühe Bronzezeit datiert. In Gräbern wurden Spinnwirtel, Spielsteine für Brettspiele und Tonkrüge gefunden. Es sind auch Spuren eines 20 m langen Hauses aus der älteren Eisenzeit gefunden worden.